# Слупськ (гміна)
Гміна Слупськ (пол. Gmina Słupsk) — сільська гміна у північній Польщі. Належить до Слупського повіту Поморського воєводства.
Станом на 31 грудня 2011 у гміні проживало 15775 осіб.

## Територія
Згідно з даними за 2007 рік площа гміни становила 260.58 км², у тому числі:
- орні землі: 62.00%
- ліси: 28.00%

Таким чином, площа гміни становить 11.31% площі повіту.

## Населення
Станом на 31 грудня 2011:
| Опис     | Загалом | Загалом | Чоловіки | Чоловіки | Жінки | Жінки |
| -------- | ------- | ------- | -------- | -------- | ----- | ----- |
| одиниця  | осіб    | %       | осіб     | %        | осіб  | %     |
| все      | 15775   | 100     | 7936     | 50.31    | 7839  | 49.69 |
| міське   | 0       | 100     | 0        |          | 0     |       |
| сільське | 15775   | 100     | 7936     | 50.31    | 7839  | 49.69 |

## Сусідні гміни
Гміна Слупськ межує з такими гмінами: Ґлувчице, Дамниця, Дембниця-Кашубська, Кобильниця, Постоміно, Смолдзіно, Устка.